# Pinsenhof
Pinsenhof (oberfränkisch: Binsn-huf) ist ein Gemeindeteil der Gemeinde Ködnitz im Landkreis Kulmbach (Oberfranken, Bayern). Pinsenhof liegt in der Gemarkung Ködnitz.

## Geographie
Die Einöde liegt auf dem Rangen, einem Höhenzug des Obermainischen Hügellandes. Ein Anliegerweg führt zur Kreisstraße KU 10 (0,2 km südlich) bzw. nach Haaghof (0,4 km östlich). Auf dem Weg nach Haaghof gibt es einen Baum, der als Naturdenkmal geschützt ist.

## Geschichte
Der Ort wurde 1310 als „Kristansberg“ erstmals urkundlich erwähnt. Das Bestimmungswort ist Christian, der Vorname des Siedlungsgründers. 1443 wurde der aus zwei Höfen bestehende Ort letztmals so genannt. Seit 1495 wurde zwischen dem „Reygershof“ (1762 „Reichershof“) und dem „Pintzenhof“ unterschieden. Namensgebend war der Familienname Pintz, dem damaligen Hofbesitzer.
Pinsenhof gehörte zur Realgemeinde Heinersreuth. Gegen Ende des 18. Jahrhunderts bestand Pinsenhof aus einem Anwesen. Das Hochgericht übte das bayreuthische Stadtvogteiamt Kulmbach aus. Das Stiftskastenamt Himmelkron war Grundherr des Halbhofes.
Von 1797 bis 1810 unterstand der Ort dem Justiz- und Kammeramt Kulmbach. Mit dem Gemeindeedikt wurde Pinsenhof dem 1811 gebildeten Steuerdistrikt Tennach und der 1812 gebildeten gleichnamigen Ruralgemeinde zugewiesen. 1818 wurde der Gemeindesitz nach Ködnitz verlegt und die Gemeinde dementsprechend umbenannt.

## Einwohnerentwicklung
| Jahr      | 001818 | 001861 | 001871 | 001885 | 001900 | 001925 | 001950 | 001961 | 001970 | 001987 |
| Einwohner | 10     | 11     | 16     | 14     | 13     | 10     | 16     | 5      | 10     | 13     |
| Häuser    | 1      |        |        | 2      | 2      | 2      | 2      | 1      |        | 2      |
| Quelle    | [ 9 ]  | [ 12 ] | [ 13 ] | [ 14 ] | [ 15 ] | [ 16 ] | [ 17 ] | [ 18 ] | [ 19 ] | [ 1 ]  |

## Religion
Pinsenhof ist seit der Reformation evangelisch-lutherisch geprägt und nach St. Johannes (Trebgast) gepfarrt.